# Озеров, Александр Петрович
Александр Петрович Озеров (8 (20) июля 1816, Тверь — 19 (31) июля 1900, Царское Село) — русский дипломат, посланник в Греции и Швейцарии.

## Биография
Сын члена Государственного совета Петра Ивановича Озерова от его брака с фрейлиной Марией Александровной Волковой. Родился в Твери, где его отец был губернатором. Крещён 10 июня 1816 года в Спасо-Преображенском соборе г. Твери при восприемстве князя Е. М. Баратова.
Выпускник Царскосельского лицея, в службу вступил 16 ноября 1835 года в особую канцелярию Главноначальствующего над почтовым департаментом. Камер-юнкер (14.02.1837); 4 января 1842 года был определён в министерство иностранных дел, с 25 апреля — чиновник особых поручений 8-го класса в Азиатском департаменте.
С 29 мая 1842 года — старший секретарь при миссии в Тегеране;  с 30.04.1844 по 14.04.1846 управлял генеральным консульством в Тавризе. Уволен от должности с оставлением при Азиатском департаменте 22 января 1847 года и 19 мая назначен вице-директором департамента хозяйственных и счетных дел.

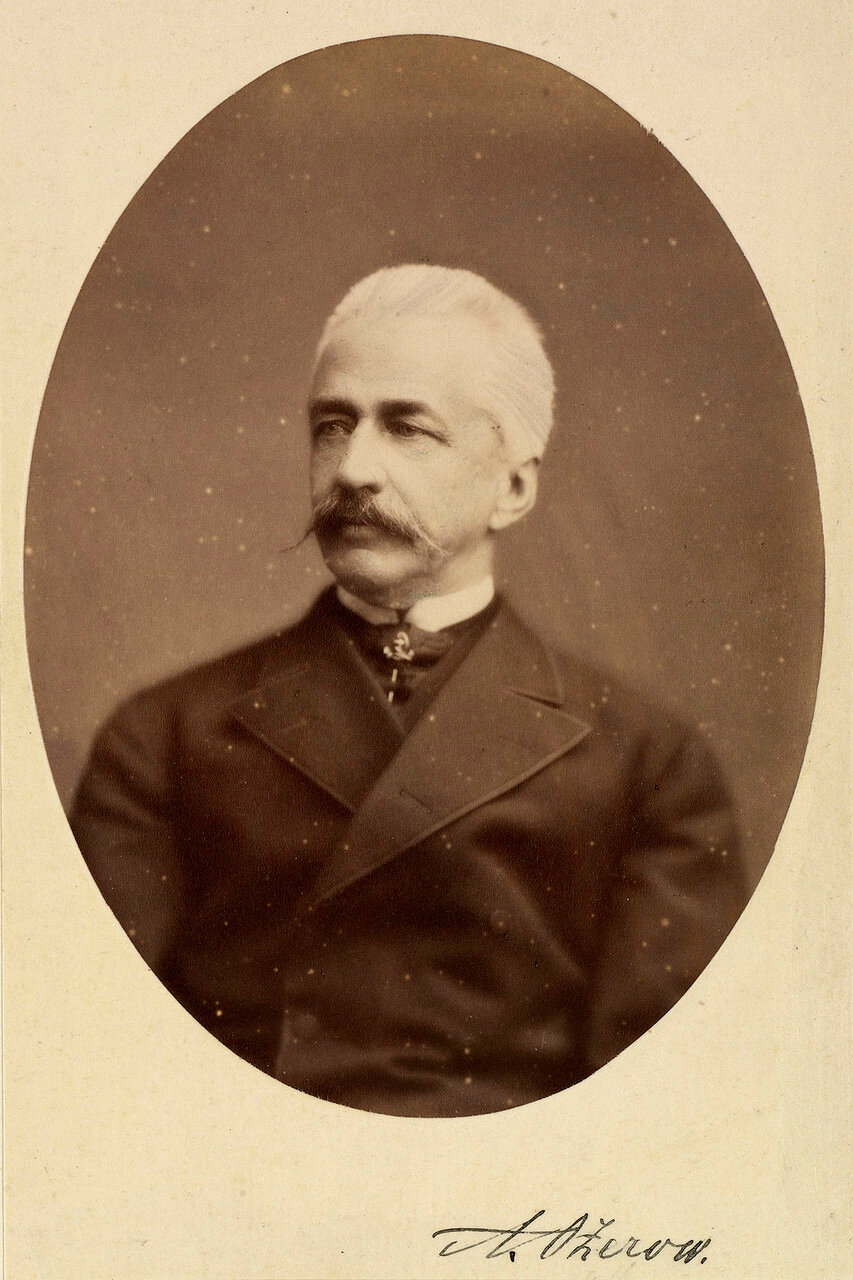
Александр Озеров (1874)

9 февраля 1850 года был назначен советником миссии в Константинополе; с марта 1852 года и до прибытия в феврале 1853 года князя А. С. Меншикова был поверенным в делах. Действительный статский советник с 6 декабря 1852 года.
С 9 мая 1853 — камергер.
15 мая 1854 года был назначен состоять при главной квартире генерал-фельдмаршала, с 18 декабря 1854 года снова состоял по министерству иностранных дел.
9.01.1857 — 25.10.1861 — чрезвычайный посланник и полномочный министр при греческом дворе.
В период 25.10.1861 — 01.01.1869 — чрезвычайный посланник и полномочный министр при Швейцарском союзе. Тайный советник с 1 января 1864 года.
С 1 января 1869 года — шталмейстер при великой княжне Марии Александровне. Затем — шталмейстер Высочайшего Двора (1874), обер-гофмейстер (19.02.1880).
Состоял действительным членом совета Императорского человеколюбивого общества, был директором Санкт-Петербургского тюремного комитета.
Состоял при императрице Марии Александровне до её смерти. Умер 19 июля (1 августа) 1900 года в Царском Селе в Китайской деревне.

## Награды
- орден Святого Владимира 3-й ст. (3.09.1854)
- орден Святого Станислава 1-й ст. (12.06.1856)
- орден Святой Анны 1-й ст. (1.01.1859)
- орден Святого Владимира 2-й ст. (23.01.1868)
- орден Белого орла (1870)
- орден Святого Александра Невского (1874)
- бриллиантовые знаки к ордену Святого Александра Невского (1885)
- орден Святого Владимира 1-й ст. (1894)
- медаль «В память войны 1853—1856»

Иностранные:
- персидский орден Льва и Солнца 2-й ст. (1844)
- турецкий орден Нишан-Ифтикар (1850)
- прусский орден Красного орла 1-й ст. (1868)
- орден Короны Италии 1-й ст. (1868)
- гессен-дармштадтский орден Филиппа Великодушного 1-й ст. (1871)
- австрийский орден Леопольда 1-й ст. (1874)

## Семья
Жена — Ольга Егоровна Пашкова (12.10.1825—27.02.1873), дочь генерал-майора Егора Ивановича Пашкова от брака с Ольгой Алексеевной Панчулидзевой. Была исключительно религиозной женщиной. Живя в Петербурге в новопостроенном сыром доме, заболела чахоткой. Скончалась в Ницце, похоронена там же на православном кладбище. В браке родились:
- Ольга (в монашестве София; 11.06.1848—1924), замужем за генерал-лейтенантом князем А. И. Шаховским (1822—1891).
- Мария (03.07.1849 — 1906), фрейлина. Муж (с 1855): Александр Иванович Гончаров, племянник Н. Н. Гончаровой.
- Александр (19.09.1850 — 3.07.1877), воспитывался в Пажеском корпусе, служил в лейб-гвардии Преображенском полку, прапорщик (1871), штабс-капитан в 123-м пехотном Козловским полку, убит при штурме Никополя.
- Борис (1852—?), тайный советник, камергер, Келецкий губернатор
- Елена (1854—?), фрейлина. Муж (1906): писатель С. А. Нилус.
- Давид (1856—?), генерал-лейтенант, управляющий Аничковым дворцом.
- Сергей (28.09.1863—21.03.1904), надворный советник, управляющий удельными имениями. Жена: Прасковья Мартыновна Белькова.